# The Surfrajettes
The Surfrajettes är en kanadensisk instrumental musikgrupp som spelar surfrock. Gruppen, som bildades 2015, består av McKenzie "Shermy" Freeman (gitarr), Nicole Damoff (gitarr), Sarah Butler (basgitarr) och Annie Lillis (trummor). The Surfrajettes blev kända 2018 när de gjorde en surfcover på Britney Spears låt "Toxic".

## Diskografi
Studioalbum
- 2022 – Roller Fink[3]
- 2024 – Easy as Pie

EP
- 2017 – The Surfrajettes

Singlar
- 2018 – "Party Line" / "Toxic"
- 2020 – "Hale’iwa Hustle" / "Banzai Pipeline"
- 2022 – "Marshmallow March" / "All I Want for Christmas Is You"
- 2022 – "El cóndor pasa"
- 2022 – "Banshee Bop"
- 2024 – "Toasted Western"